# Wajeze

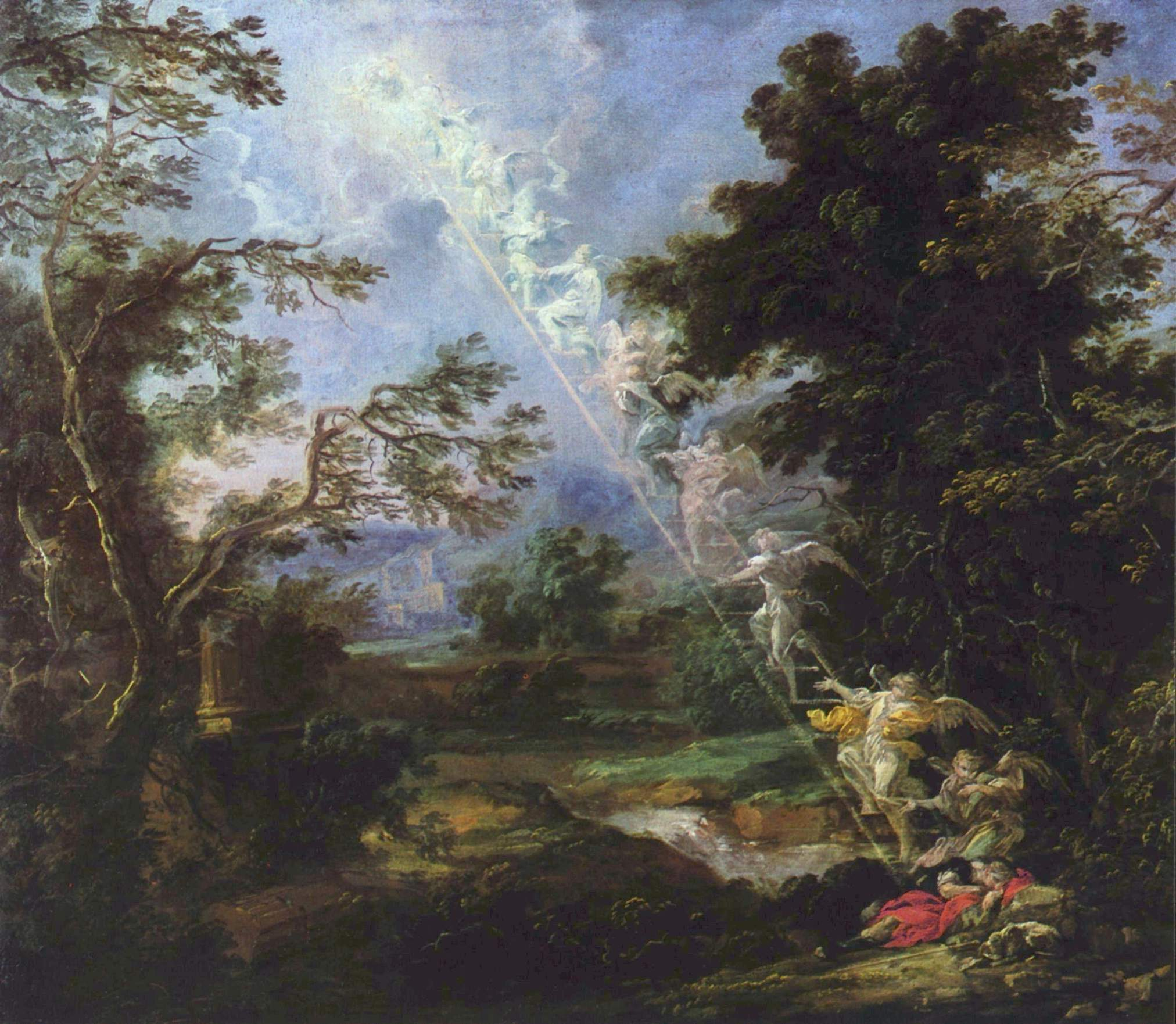
Jakobs Traum, dargestellt durch den Barockmaler Michael Willmann (ca. 1691)

Wajeze (Biblisches Hebräisch וַיֵּצֵא ‚Und er = Jakob zog aus‘) bezeichnet einen Leseabschnitt (Parascha oder Sidra genannt) der Tora und umfasst den Text Bereschit 28,10–32,3 (28,10–22  (), 29  (), 30  (), 31  (), 32,1–3  ()).
Es handelt sich um die Sidra des 1. oder 2. Schabbats im Monat Kislew.

## Wesentlicher Inhalt
- Jakob verlässt Beʾer Scheva, um sich in Mesopotamien (Padan aram) eine Frau zu suchen.
- Jakobs Traum von der Himmelsleiter, Gelübde zu Bet El
- Ankunft und zwanzigjähriger Dienst bei Laban, dem Bruder seiner Mutter
- Verheiratung mit Lea und Rachel
- Geburt Rubens, Simons, Levis und Judas von Lea
- Geburt Dans und Naftalis von Rahels Magd Bilha
- Geburt Gads und Aschers von Leas Magd Silpa
- Geburt Issachars, Sebulons und Dinas, der einzigen Tochter, von Lea
- Geburt Josefs von Rachel
- Jakobs anwachsender Reichtum durch List gegen Laban
- Jakobs Flucht mit seiner Familie vor Laban
- Versöhnung und Vertrag mit Laban

## Haftara
Die zugehörige Haftara ist nach aschkenasischem Ritus Hosea 12,13–14,10 (12,13-15 , 14,1-10  – ELB-Links: 12,13-15 , 14,1-10 ). Im sephardischen Raum wird Hosea 11,7–12,12 (11,7-11 , 12,1-12  – ELB-Links: 11,7-11 , 12,1-12 ) gelesen.